# Louette-Saint-Pierre
Louette-Saint-Pierre (en wallon Li Ptite Louwate) est une section de la commune belge de Gedinne située en Région wallonne dans la province de Namur.
C'était une commune à part entière avant la fusion des communes de 1977.

## Évolution démographique
- Source: DGS, 1831 à 1970=recensements population, 1976= habitants au 31 décembre

## Patrimoine et culture

### Culture
- Dans les années 1950, le linguiste Albert Doppagne enregistre les termes wallons du village.
- "L'Association des Jeunes Femmes Chrétiennes" (YWCA) possède un centre de loisirs et de formation, "Les Fauvettes" dans la commune. Il a été créé notamment par Marthe Boël.